# Paucituberculata
Paucituberculata este un ordin de mamifere ce cuprinde marsupiale orginare din zonele muntoase din America de Sud. 

## Taxonomie
- Ordinul Paucituberculata Ameghino, 1894
  - Subordinul †Caenolestoidea Trouessart, 1898
    - Genul †Нalmarhiphus Ameghino, 1899
      - †Halmarhiphus riggsi Simpson, 1932

    - Familia †Sternbergiidae Szalay, 1994
      - Genul †Carolopaulacoutoia McKenna & Bell, 1997
        - †Carolopaulacoutoia itaboraiensis (Paula Couto, 1970)

      - Genul †Didelphopsis Paula Couto, 1952
        - †Didelphopsis cabrerai Paula Couto, 1952

      - Genul †Itaboraidelphys Marshall & de Muizon, 1984
        - †Itaboraidelphys camposi Marshall & de Muizon, 1984

    - Familia Caenolestidae Trouessart, 1898
      - Genul †Evolestes Goin et al., 2007
        - †Evolestes hadrommatos Goin et al., 2007

      - Genul †Micrabderites Simpson, 1932
        - †Micrabderites williamsi Simpson, 1932

      - Genul †Perulestes Goin & Candela, 2004
        - †Perulestes cardichi Goin & Candela, 2004 (specia tip)
        - †Perulestes fraileyi Goin & Candela, 2004

      - Subfamilia †Pichipilinae Marshall, 1980
        - Genul †Pichipilus Ameghino, 1890
          - †Pichipilus centinelus Marshall & Pascual, 1977
          - †Pichipilus halleuxi Marshall, 1990
          - †Pichipilus osborni Ameghino, 1890 (specia tip)
          - †Pichipilus rigssi (Simpson, 1932)

        - Genul †Phonocdromus Ameghino, 1894
          - †Phonocdromus gracilis Ameghino, 1894 (specia tip)
          - †Phonocdromus patagonicus Ameghino, 1894

        - Genul †Pliolestes Reig, 1955
          - †Pliolestes venetus Goin, Montalvo & Visconti, 2000
          - †Pliolestes tripotamicus Reig, 1955 (specia tip)

      - Subfamilia Caenolestinae Trouessart, 1898
        - Genul Caenolestes Thomas, 1895
          - Caenolestes caniventer Anthony, 1921
          - Caenolestes condorensis Albuja & Patterson, 1996
          - Caenolestes convelatus Anthony, 1924
          - Caenolestes fuliginosus (Tomes, 1863) (specia tip)
          - †Caenolestes judithae
          - †Caenolestes minor

        - Genul Lestoros Oehser, 1934
          - Lestoros inca (Thomas, 1917)

        - Genul †Pseudhalmarhiphus Ameghino, 1903
          - †Pseudhalmarhiphus guaraniticus (Ameghino, 1899)

        - Genul Rhyncholestes Osgood, 1924
          - Rhyncholestes raphanurus Osgood, 1924

        - Genul †Stilotherium Ameghino, 1887
          - †Stilotherium dissimile Ameghino, 1887

    - Familia †Palaeothentidae Sinclair, 1906
      - Subfamilia Incertae sedis
        - Genul †Hondathentes Dumont & Bown, 1993
          - †Hondathentes cazador Dumont & Bown, 1993

      - Subfamilia †Acdestinae Bown & Fleagle, 1993
        - Genul †Acdestis Ameghino, 1887
          - †Acdestis gracilis
          - †Acdestis lemairei Bown & Fleagle, 1993
          - †Acdestis maddeni Goin, Sánchez-Villagra, Kay, Anaya-Daza & Takai, 2003
          - †Acdestis obusta
          - †Acdestis oweni Ameghino, 1887 (specia tip)
          - †Acdestis robustus
          - †Acdestis spegazinii

        - Genul †Acdestodon Bown & Fleagle, 1993
          - †Acdestodon bonapartei Bown & Fleagle, 1993

        - Genul †Acdestoides Bown & Fleagle, 1993
          - †Acdestoides praecursor (Loomis, 1914)

        - Genul †Trelewthentes Bown & Fleagle, 1993
          - †Trelewthentes rothi Bown & Fleagle, 1993

      - Subfamilia †Palaeothentinae Sinclair, 1906
        - Genul †Carlothentes Bown & Fleagle, 1993
          - †Carlothentes chubutensis (Ameghino, 1897)

        - Genul †Palaeothentes Ameghino, 1887
          - †Palaeothentes aratae Ameghino, 1887 (specia tip)
          - †Palaeothentes boliviensis Patterson et Marshall, 1978
          - †Palaeothentes lemoinei Ameghino, 1887
          - †Palaeothentes marshalli Bown & Fleagle, 1993
          - †Palaeothentes migueli Bown & Fleagle, 1993
          - †Palaeothentes minutus Ameghino, 1887
          - †Palaeothentes pascuali Bown & Fleagle, 1993
          - †Palaeothentes primus (Ameghino, 1902)
          - †Palaeothentes smeti Flynn et al., 2002

        - Genul †Pilchenia Ameghino, 1903
          - †Pilchenia antiqua Goin et al., 2010
          - †Pilchenia intermedia Goin et al., 2010
          - †Pilchenia lucina Ameghino, 1903 (specia tip)

        - Genul †Propalaeothentes Bown & Fleagle, 1993
          - †Propalaeothentes hatcheri Bown & Fleagle, 1993
          - †Propalaeothentes lepidus (Ameghino, 1891) (specia tip)

        - Genul †Titanothentes Rae et al., 1996
          - †Titanothentes simpsoni Rae et al., 1996

    - Familia †Abderitidae Ameghino, 1889
      - Genul †Abderites Ameghino, 1887
        - †Abderites meridionalis Ameghino, 1887 (specia tip)
        - †Abderites pristinus Marshall, 1976

      - Genul †Pitheculites Ameghino, 1902
        - †Pitheculites chenche Dumont & Bown, 1997
        - †Pitheculites minimus Ameghino, 1902 (specia tip)
        - †Pitheculites rothi Marshall, 1990

  - Subordinul †Polydolopimorphia (Marshall et al., 1990)
    - Infraordinul Incertae sedis
      - Familia †Protodidelphidae Marshall, 1987
        - Genul †Bobbschaefferia Paula Couto, 1970
          - †Bobbschaefferia fluminensis Paula Couto, 1970

        - Genul †Carolocoutoia Goin, Oliveira & Candela, 1998
          - †Carolocoutoia ferigoloi Goin, Oliveira & Candela, 1998

        - Genul †Guggenheimia Paula Couto, 1952
          - †Guggenheimia brasiliensis Paula Couto, 1952 (specia tip)
          - †Guggenheimia crocheti Oliveira & Goin, 2011

        - Genul †Periprotodidelphis Oliveira & Goin, 2011
          - †Periprotodidelphis bergqvistae Oliveira & Goin, 2011

        - Genul †Protodidelphis Paula Couto, 1952
          - †Protodidelphis vanzolinii Paula Couto, 1952

        - Genul †Reigia Pascual, 1983
          - †Reigia punae Pascual, 1983

        - Genul †Zeusdelphys Marshall, 1982
          - †Zeusdelphys complicatus Marshall, 1982

    - Infraordinul †Polydolopoidea Ameghino, 1897
      - Familia Incertae sedis
        - Genul †Palangania Goin, Candela, Bond, Pascual & Escribano, 1998
          - †Palangania brandmayri Goin, Candela, Bond, Pascual & Escribano, 1998

      - Familia †Sillustaniidae Crochet & Sigé, 1996
        - Genul †Sillustania Crochet & Sigé, 1996
          - †Sillustania quechuense Crochet & Sigé, 1996

      - Familia †Bonapartheriidae Pascual, 1980
        - Genul †Bonapartherium Pascual, 1980
          - †Bonapartherium hinakusijum Pascual, 1980 (specia tip)
          - †Bonapartherium serrensis Goin, Candela & Lopez, 1998
          - Genul †Epidolops Paula Couto, 1952
            - †Epidolops ameghinoi Paula Couto, 1952

      - Familia †Prepidolopidae Pascual, 1980
        - Genul †Prepidolops Pascual, 1980
          - †Prepidolops didelphoides Pascual, 1980
          - †Prepidolops molinai Pascual, 1980

        - Genul †Punadolops Goin, Candela & Lopez, 1998
          - †Punadolops alonsoi (Pascual, 1983)

        - Genul †Seumandia (Simpson, 1935)
          - †Seumandia yapa (Simpson, 1935)

      - Familia †Rosendolopidae Goin, Abello & Chornogubsky, 2010
        - Genul †Hondonadia Goin & Candela, 1998
          - †Hondonadia feruglioi Goin & Candela, 1998 (specia tip)
          - †Hondonadia fierroensis (Flynn et Wyss, 1999)
          - †Hondonadia parca Goin, Abello & Chornogubsky, 2010
          - †Hondonadia pittmanae Goin & Candela, 2004
          - †Hondonadia praecipitia Goin, Abello & Chornogubsky, 2010
          - †Hondonadia pumila Goin, Abello & Chornogubsky, 2010

        - Genul †Rosendolops Goin & Candela, 1996
          - †Rosendolops ebaios Goin, Abello & Chornogubsky, 2010
          - †Rosendolops primigenium Goin & Candela, 1996 (specia tip)

      - Familia †Polydolopidae (Ameghino, 1897)
        - Subfamilia †Parabderitinae (Marshall, 1980)
          - Genul †Parabderites (Ameghino, 1902)
            - †Parabderites bicrispatus
            - †Parabderites minusculus (Ameghino, 1902)
            - †Parabderites trisulcatus

        - Subfamilia †Polydolopinae (Ameghino, 1897)
          - Genul †Amphidolops (Ameghino, 1902)
            - †Amphidolops serrula (Ameghino, 1902)
            - †Amphidolops yapa (Simpson, 1935)

          - Genul †Antarctodolops
            - †Antarctodolops dailyi

          - Genul †Eudolops (Ameghino, 1902)
            - †Eudolops hernandezi
            - †Eudolops tetragonus

          - Genul †Eurydolops (Case & Chaney & Woodburne, 1988)
            - †Eurydolops seymourensis (Case & Chaney & Woodburne, 1988)

          - Genul †Kramadolops Goin, Abello & Chornogubsky, 2010
            - †Kramadolops abanicoi (Flynn & Wiss, 1999)
            - †Kramadolops fissuratus Goin, Abello & Chornogubsky, 2010
            - †Kramadolops maximus Goin, Abello & Chornogubsky, 2010
            - †Kramadolops mayoi (Pascual et Odreman Rivas, 1971) (specia tip)
            - †Kramadolops mckennai (Flynn & Wiss, 2004)

          - Genul †Polydolops (Ameghino, 1897)
            - †Polydolops clavulus
            - †Polydolops dailyi (Woodburne & Zinsmeister, 1984)
            - †Polydolops kamektsen (Simpson, 1935)
            - †Polydolops rothi Simpson, 1935)
            - †Polydolops serra
            - †Polydolops thomasi (Ameghino, 1897)
            - †Polydolops winecage (Simpson, 1935)

          - Genul †Pseudolops (Ameghino, 1902)
            - †Pseudolops princeps (Ameghino, 1902)

          - Genul †Roberthoffstetteria Marshall & De Muizon & Sigé, 1983
            - †Roberthoffstetteria nationalgeographica Marshall & De Muizon & Sigé, 1983

    - Infraordinul †Simpsonitheria
      - Superfamilia †Argyrolagoidea
        - Familia †Gashterniidae
          - Genul †Gashternia (Simpson, 1935)
            - †Gashternia ctalehor (Simpson, 1935)

        - Familia †Argyrolagidae
          - Genul †Argyrolagus (Ameghino, 1904)
            - †Argyrolagus palmeri
            - †Argyrolagus parodii
            - †Argyrolagus scagliai

          - Genul †Hondalagus (Marshall & Villaroel, 1988)
            - †Hondalagus altiplanensis (Marshall & Villaroel, 1988)

          - Genul †Microtragulus (Ameghino, 1904)
            - †Microtragulus argentinus
            - †Microtragulus bolivianus
            - †Microtragulus catamarcensis
            - †Microtragulus reigi

        - Genul †Proargyrolagus (Wolff, 1984)
          - †Proargyrolagus bolivianus (Wolff, 1984)

        - Familia †Groeberiidae Patterson, 1952
          - Subfamilia †Groeberiinae Patterson, 1952
            - Genul †Groeberia Patterson, 1952
              - †Groeberia minoprioi Patterson, 1952 (specia tip)
              - †Groeberia pattersoni Simpson, 1970

          - Subfamilia †Patagoniinae Pascual & Carlini, 1987
            - Genul †Patagonia Pascual & Carlini, 1987
              - †Patagonia peregrina Pascual & Carlini, 1987

            - Genul †Klohnia Flynn & Wyss, 1999
              - †Klohnia charrieri Flynn & Wyss, 1999 (specia tip)
              - †Klohnia major Goin, Abello & Chornogubsky, 2010

            - Genul †Epiklohnia Goin, Abello & Chornogubsky, 2010
              - †Epiklohnia verticalis Goin, Abello & Chornogubsky, 2010

            - Genul †Praedens Goin, Abello & Chornogubsky, 2010
              - †Praedens aberrans Goin, Abello & Chornogubsky, 2010

      - Superfamilia †Caroloameghinioidea Ameghino, 1901
        - Familia †Glasbiidae Clemens, 1966
          - Genul †Glasbius Clemens, 1966
            - †Glasbius intricatus Clemens, 1966 (specia tip)
            - †Glasbius twitchelli Archibald, 1982

          - Genul †Periakros Goin et al., 2010
            - †Periakros ambiguus Goin et al., 2010

        - Familia †Caroloameghiniidae Ameghino, 1901
          - Genul †Caroloameghinia Ameghino, 1901
            - †Caroloameghinia tenuis Ameghino, 1901

          - Genul †Chulpasia (Crochet & Sigé, 1993)
            - †Chulpasia mattaueri (Crochet & Sigé, 1993)

          - Genul †Procaroloameghinia Marshall, 1982
            - †Procaroloameghinia pricei Marshall, 1982

          - Genul †Robertbutleria Marshall, 1987
            - †Robertbutleria mastodontoidea Marshall, 1987 (también Protodidelphis mastodontoides (Marshall, 1987))